# Balle (erilaz)

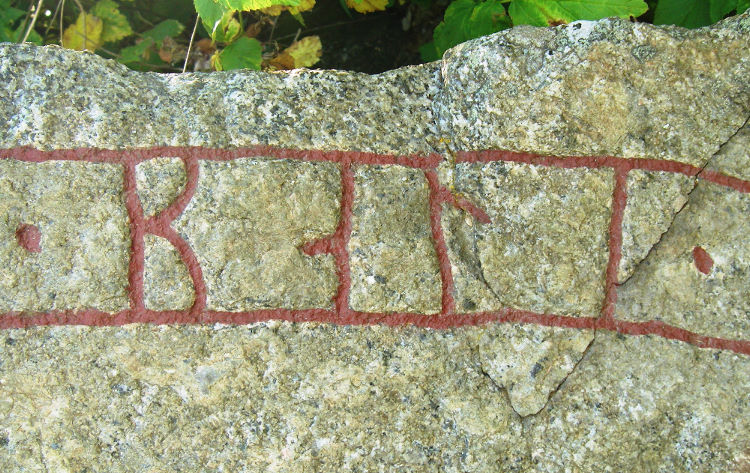
Detall del nom Balle sobre la U 873 a Örsunda

Balle (nòrdic antic: BalliR) o Balle el Roig (nòrdic antic: Rauð-BalliR) fou un mestre gravador de runes (erilaz) actiu durant la segona meitat del s. XI a l'oest d'Uppland, Västmanland i nord de Södermanland, a Suècia.

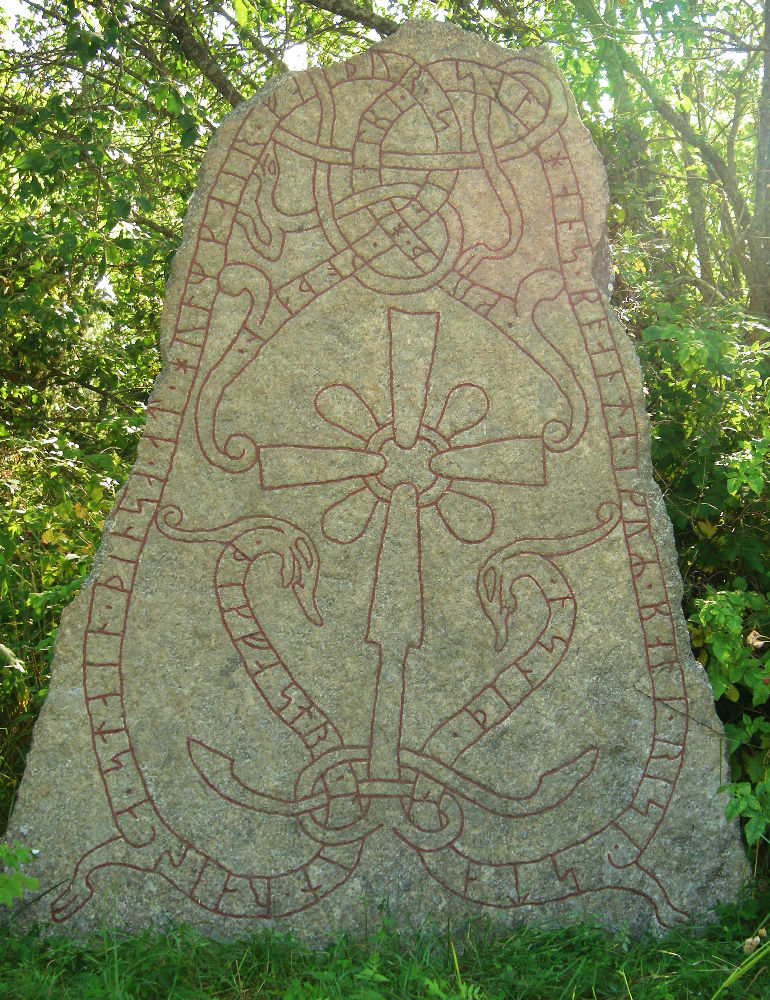
U 873 a Örsunda signada per Balle

A diferència d'altres zones d'Europa durant l'alta edat mitjana, molts escandinaus probablement sabien llegir i escriure, sobre os o fusta. Balle és conegut pel seu treball en estil Urnes. L'estil Urnes és la darrera fase dels estils zoomorfs de decoració viking que es desenvolupà durant la segona part del segle xi i el començament del xii.
Hi ha vint-i-quatre pedres rúniques que han sobreviscut signades per Balle, sovint en la forma poètica en nòrdic antic, com apareix en la pedra rúnica U 729 a Ågersta. També hi ha altres vint obres que s'atribueixen a Balle basant-se en l'estil. Com en el cas de Halvdan, Balle usava un signe que separava cada paraula en el text rúnic. Sovint també usava puntuacions en les lletres i-, g-.

## Pedres signades
Rundata cataloga més de vint inscripcions signades per Balle, entre aquestes Sö 92 a Husby Kyrkogård, Sö 203 a Östa, Sö 210 a Klippinge, Sö 214 a Årby, U 647 a Övergran, U 699 a Amnö, U 705 a Öster-Dalby, U 707 a Kungs-Husby, U 721 a Löt, U 726 a Ramby, U 729 a Ågersta, U 740 a Hemsla, U 744 a Gidsmarken, U 750 a Viggby, U 753 a Litslena Prästgård, U 756 a Ullstämma, U 770 a Tjursåker, U 819 a Mysinge, U 829 a Furby, U 873 a Örsunda, pedra rúnica d'Altuna U 1161 (també signades per uns altres erilaz), Vs 15 a Lilla Kyringe i pedra rúnica d'Odensisa Vs 24 a Hassmyra.

## Balle el Roig
La pedra rúnica Vs 15 a Lilla Kyringe i Vs 24 a Hassmyra estan signades per un mestre anomenat Balle el Roig. Les runes d'ambdues pedres mostren el nom roþbalir. Per diferències en l'ornamentació i ortografia, però, alguns runòlegs han qüestionat que Balle i Balle el Roig siguen la mateixa persona.

## Galeria

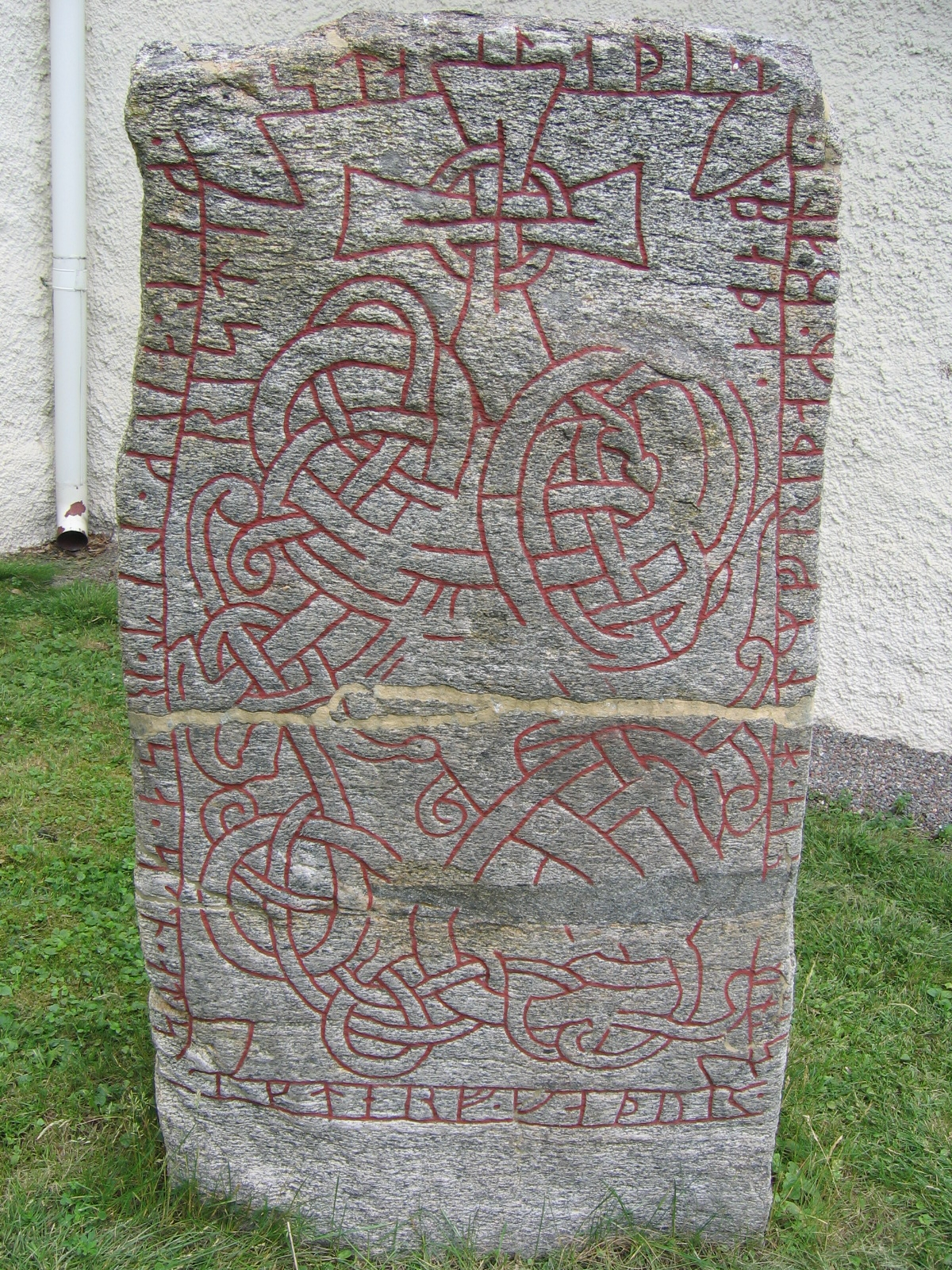
Estela U 647 signada per Balle
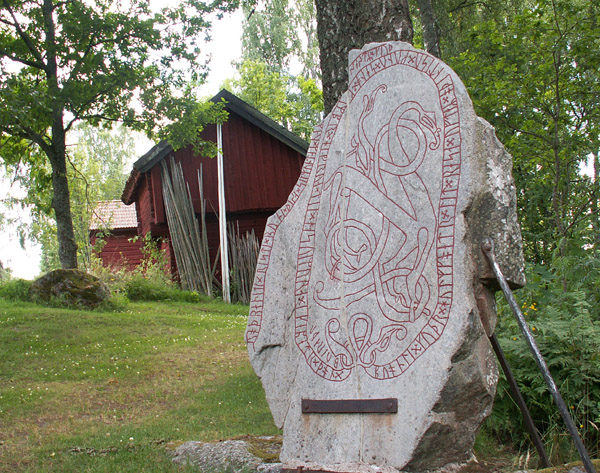
Pedra rúnica d'Odendisa (Vs 24) signada per Balle el Roig
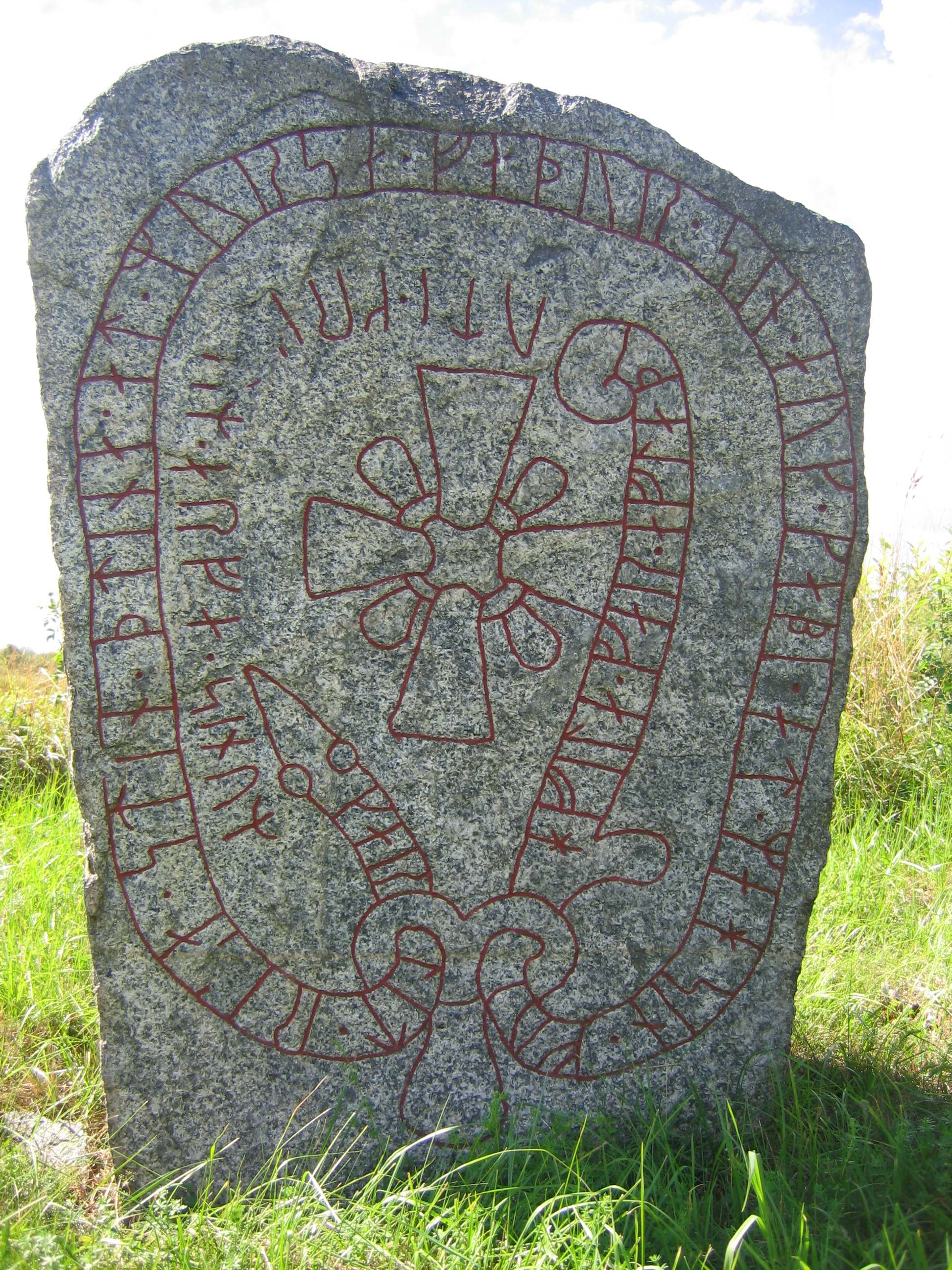
U 792, autoria atribuïda a Balle
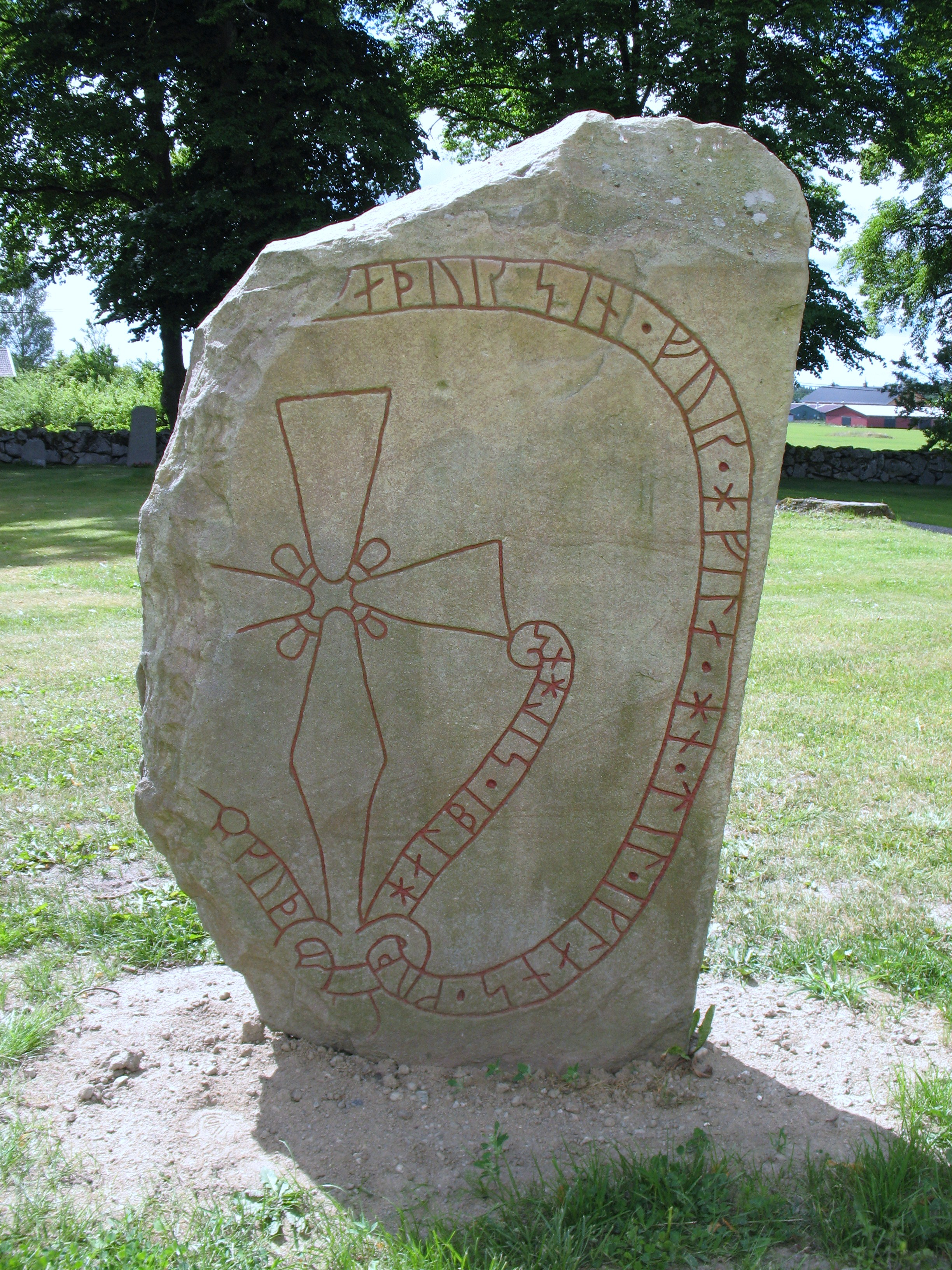
Sö 207, autoria atribuïda a Balle